# Włodzimierz Kaczmarek
Włodzimierz Kaczmarek (ur. 15 maja 1930 w Warszawie, zm. 16 kwietnia 2010 w Szczecinie) – etnograf, archeolog, dziennikarz radiowy i telewizyjny

## Życiorys
Włodzimierz Kaczmarek był synem zawodowego wojskowego, Franciszka. Lata okupacji spędził w Komorowie k. Ostrowi Mazowieckiej. Od października 1945 roku związany ze Szczecinem. Studiował archeologię i etnografię na Wydziale Humanistycznym Uniwersytetu Wrocławskiego (1953). Ponadto ukończył Szkołę Jungów - Marynarzy i Rybaków Dalekomorskich. Od 1 lipca 1959 do 15 listopada 1964 roku był pracownikiem Muzeum Pomorza Zachodniego w Szczecinie. Zajmował się zbiorami etnograficznymi z rejonu Pomorza Zachodniego, a także inwentaryzacją zbiorów afrykańskich. W 1964 roku podjął pracę w zawodzie dziennikarskim, początkowo w Polskim Radio Szczecin (1964-1980), a później w Ośrodku Telewizyjnym (od 1980).
Syn, Szymon, był współzałożycielem grupy muzycznej Sklep z Ptasimi Piórami i jest dziennikarzem radiowym.
Zmarł po ciężkiej chorobie. Został pochowany na cmentarzu Centralnym (kw. 73B-4-14) w Szczecinie.

## Praca naukowa
W 1959 roku rozpoczął pracę w Dziale Morskim Muzeum Pomorza Zachodniego w Szczecinie. Był organizatorem gabinetu etnograficznego. W latach 1959–1964 prowadził prace badawcze nad rybołówstwem bałtyckim i śródlądowym Pomorza Zachodniego. Z tego zakresu na łamach „Materiałów Zachodniopomorskich” opublikował m.in.
- 1961 – Techniki powroźnicze i sieciarskie (artykuł)
- 1961 – Połów łososi na Drawie (artykuł)
- 1964 – Rybołówstwo obszaru ujściowego Odry (książka)

## Radio
Pracę dziennikarską w Polskim Radiu Szczecin rozpoczął w 1964 roku. Pełnił różne funkcje, m.in. kierownika Redakcji Młodzieżowo-Społecznej i Oświatowej. Był autorem cykli programów o osadnikach wojskowych na Pomorzu Zachodnim oraz licznych audycji i reportaży radiowych. Obdarzony piękną, ciepłą barwą głosu, był wzorem dla wielu młodych, początkujących dziennikarzy i reporterów.

### Wybrane reportaże i audycje radiowe
- 1965 – Inauguracja Roku Pomorza Zachodniego (z Ryszardem Strzelbickim)
- 1966 – Latarnik z Out Skarriers (słuchowisko radiowe)
- 1966 – Mówią żeglarze ze „Śmiałego”
- 1966 – Ostry dyżur
- 1967 – Cena życia i cena wdzięczności
- 1967 – Gospoda Pod Dobrą Gwiazdą (z Lesławem Skinderem)
- 1968 – Morze i nastolatki (z Lesławem Skinderem)
- 1968 – To już 20 lat (z Lesławem Skinderem)
- 1969 – Kawiarnia Pod Busolą (z Janem Sylwestrzakiem)
- 1969 – Kołobrzeg
- 1970 – Fizylierzy
- 1972 – Grudka ziemi
- 1972 – Po sztormie
- 1972 – 1000 rejsów „Sołdka” (z Ryszardem Bogunowiczem)
- 1973 – To idzie młodość
- 1976 – Naszym żołnierzom
- 1978 – Gość w dom
- 1978 – Książkę to on już ma...
- 1979 – Kronika sobotniego dnia
- 1979 – Pod znakiem rodła
- 1979 – Przeważnie ich nie znany
- 1980 – Reportaż z przeszłości
- 1980 – Turzyn przed świtem

## Telewizja
Od 1980 roku dziennikarz Ośrodka Telewizyjnego w Szczecinie. W latach 1990–1992 był zastępcą redaktora naczelnego. Zajmował się głównie publicystyką społeczną i morską.  Zrealizował wiele programów i cykli programowych, które wyróżniano i nagradzano. W latach 1983–1984 dla ogólnopolskiego cyklu dokumentalnego Gdzie diabeł mówi dobranoc przygotował serię reportaży o rybołówstwie bałtyckim i dalekomorskim. Od 1990 do 2000 realizował programy dla Redakcji Edukacyjnej TVP. Był także autorem niezapomnianych filmów przyrodniczych.

### Wybrane filmy i reportaże telewizyjne
- 1980-1983 – Szkice pomorskie (cykl)
- 1982 – N.N. - nieznany
- 1986 – Trudny sezon - realizacja
- 1989 – Morze Beringa - realizacja
- 1999 – Dolina Dolnej Odry - realizacja
- 1994-2004 – Skarby przyrody (cykl filmów przyrodniczych, czas programu ok. 20-25 min.)
- 1999-2001 – Piąta pora roku (cykl filmów przyrodniczych, czas programu ok. 18 min.) - scenariusz, realizacja, komentarz autora.
- 2002 – Bataliony - realizacja
- 2007-2008 – Bliżej ludzi (cykl reportaży, czas programu ok. 8 min.)
- 2009 – Wrzosy - realizacja
- ? – Od świtu do świtu (cykl impresji przyrodniczych, czas programu ok. 1-5 min.)
- ? – Ambicje i aspiracje – Chorąży
- ? – Relacja nie tylko z zebrania – Goleniów
- ? – Roman Węgrzyn – bezdomny

## Nagrody
- 1987 – Srebrna Fregata dla najlepszego filmu zrealizowanego w ośrodku TV za film  Trudny sezon na XI Ogólnopolskim Festiwalu Filmów Morskich w Szczecinie
- 1987 – Nagroda specjalna za zestaw filmowy - Tryptyk bałtycki na XI Ogólnopolskim Festiwalu Filmów Morskich w Szczecinie

## Ciekawostki
W 1980 roku był bohaterem filmu dokumentalnego Andrzeja Androchowicza pt.: XXXV lat PR Szczecin.
W 1992 roku szczecińska Wytwórnia Telewizyjno-Filmowa Alfa zrealizowała telewizyjny film dokumentalny Szczecin 1992 r., w którym lektorem był Włodzimierz Kaczmarek.
- Szczecin 1992 - Wytwórnia Telewizyjno-Filmowa Alfa

W 2009 roku powstał reportaż Janusza Wachowicza o Włodzimierzu Kaczmarku zatytułowany Krzyk Żurawi
- Krzyk Żurawi - Polskie Radio Szczecin (09.04.2009)

W 2014 roku Ośrodek TVP Szczecin przygotował reportaż z cyklu Zdarzyło się przed laty - Ludzie telewizji – Włodzimierz Kaczmarek - Poeta słowa i obrazu
- Ludzie telewizji - Włodzimierz Kaczmarek - Telewizja Polska, Ośrodek w Szczecinie